# Bandelow-Siedlung
Bandelow-Siedlung ist ein Wohnplatz im Ortsteil Trebenow der amtsfreien Gemeinde Uckerland im Landkreis Uckermark in Brandenburg.

## Geographie
Der Ort liegt zwei Kilometer nördlich von Bandelow und zwölf Kilometer nördlich von Prenzlau. Die Nachbarorte sind Trebenow im Norden, Werbelow, Nechlin und Nieden im Nordosten, Malchow und Göritz im Südosten, Bandelow im Süden, Schindelmühle im Südwesten, Karlstein im Westen sowie Lübbenow und Neumannshof im Nordwesten.